# Swietłana Bolszakowa
Swietłana Bolszakowa (ur. 14 października 1984 w Leningradzie) – rosyjska lekkoatletka obecnie startująca w barwach Belgii, która specjalizuje się w trójskoku.
W roku 2001 wywalczyła srebrny medal mistrzostw świata juniorów młodszych. Kolejno w 2003 i 2005 stawała na podium mistrzostw Europy juniorów oraz młodzieżowego czempionatu Starego Kontynentu. Od listopada 2008 jest obywatelką Belgii, którą reprezentowała m.in. podczas mistrzostw świata w Berlinie (2009). Dla Belgii zdobyła brąz na mistrzostwach Europy w 2010. Z powodu kontuzji odniesionej podczas mityngu w Rabacie straciła letni sezon 2011.
Żona Stijna Stroobantsa.

## Osiągnięcia
| Rok  | Impreza                               | Miejsce   | Lokata            | Wynik |        |
| ---- | ------------------------------------- | --------- | ----------------- | ----- | ------ |
| 2001 | Mistrzostwa świata juniorów młodszych | Debreczyn | 2. miejsce        | 13,32 | Rosja  |
| 2003 | Mistrzostwa Europy juniorów           | Tampere   | 3. miejsce        | 13,37 | Rosja  |
| 2005 | Młodzieżowe mistrzostwa Europy        | Erfurt    | 2. miejsce        | 14,11 | Rosja  |
| 2009 | Mistrzostwa świata                    | Berlin    | el. – 20. miejsce | 13,89 | Belgia |
| 2010 | Halowe mistrzostwa świata             | Doha      | 8. miejsce        | 14,02 | Belgia |
| 2010 | I liga drużynowych mistrzostw Europy  | Budapeszt | 1. miejsce        | 14,53 | Belgia |
| 2010 | Mistrzostwa Europy                    | Barcelona | 3. miejsce        | 14,55 | Belgia |
| 2011 | Halowe mistrzostwa Europy             | Paryż     | el. – 13. miejsce | 13,83 | Belgia |
| 2012 | Igrzyska olimpijskie                  | Londyn    | el. – 21. miejsce | 13,84 | Belgia |

## Rekordy życiowe
| Konkurencja        | Rezultat | Data             | Miejsce   |               |
| ------------------ | -------- | ---------------- | --------- | ------------- |
| Trójskok – stadion | 14,55    | 31 lipca 2010    | Barcelona | rekord Belgii |
| Trójskok – hala    | 14,31    | 13 lutego 2011   | Gandawa   | rekord Belgii |
| Skok w dal – hala  | 6,43     | 28 stycznia 2007 | Gandawa   |               |